# Польский гамбит
Польский гамбит — шахматный дебют, начинающийся ходами: 
 1. d2-d4 d7-d5 
 2. e2-e4 d5:e4 
 3. Кb1-c3 Кg8-f6 
 4. Сc1-g5.
Относится к закрытым началам.

## История
Впервые предложен в 1893 году польским шахматистом И. Попилем, который разработал его с целью усиления гамбита Блэкмара; впоследствии дебют пользовался популярностью в соревнованиях польских шахматистов. В современной шахматной практике почти не встречается.

## Примерные партии
- Шнайдер — Буццо, 1988[1]

1. d2-d4 d7-d5 2. e2-e4 d5:e4 3. Кb1-c3 Кg8-f6 4. Сc1-g5 Сc8-f5 5. Фd1-e2 Фd8:d4 6. Фe2-b5+ Фd4-d7 7. Фb5:b7 Фd7-c6 8. Сf1-b5 1-0 Чёрные теряют ферзя.
- Иштван Кирай — Джон Джордан, 2011[2]

1. d2-d4 d7-d5 2. e2-e4 d5:e4 3. Кb1-c3 Кg8-f6 4. Сc1-g5 Кb8-d7 5. f2-f3 e4:f3 6. Кg1:f3 b7-b6 7. Сf1-c4 Сc8-b7 8. Фd1-e2 h7-h6 9. Сg5-f4 g7-g6 10. Кc3-b5 Сf8-g7? 11. Сf4:c7 1-0 После 11. …Фd8-c8 12. Kb5-d6+ чёрные теряют ферзя.